# Остерија ал Троваторе (Венеција)
Остерија ал Троваторе је насеље у Италији у округу Венеција, региону Венето.
Према процени из 2011. у насељу је живело 101 становника. Насеље се налази на надморској висини од 3 м.